# Куртуюшу-Маре
Куртуюшу-Маре (рум. Curtuiușu Mare) — село у повіті Марамуреш в Румунії. Входить до складу комуни Валя-Кіоарулуй.
Село розташоване на відстані 390 км на північний захід від Бухареста, 28 км на південь від Бая-Маре, 73 км на північ від Клуж-Напоки.

## Населення
За даними перепису населення 2002 року у селі проживали 338 осіб, з них 336 осіб (99,4%) румунів. Рідною мовою 336 осіб (99,4%) назвали румунську.